# NWLink
NWLink – protokół (kompatybilny z IPX/SPX/NetBIOS) do współpracy sieci Microsoft z sieciami Novell w systemach operacyjnych rodziny Windows. Usługi po stronie Windows, korzystające z NWLink to: Client Services for Netware (CSNW) i Gateway Service for Netware (GSNW).